# Saint-Loyer-des-Champs

Saint-Loyer-des-Champs este o comună în departamentul Orne, Franța. În 1 ianuarie 2018 avea o populație de 370 de locuitori.